# 翁卡拉
翁卡拉，是西班牙卡斯蒂利亚-莱昂索里亚省的一个市镇。总面积40平方公里，总人口108人（2001年），人口密度3人/平方公里。